# Яровинська сільська рада
Ярови́нська сільська рада (рос. Яровинский сельский совет) — сільське поселення у складі Половинського району Курганської області Росії.
Адміністративний центр — село Ярове.
Населення сільського поселення становить 329 осіб (2017; 450 у 2010, 904 у 2002).

## Склад
До складу сільського поселення входять:
| Населений пункт   | Населення, осіб (2002) | Населення, осіб (2010) |
| ----------------- | ---------------------- | ---------------------- |
| Батирево, село    | 138                    | 48                     |
| Гусинне, присілок | 139                    | 27                     |
| Казенне, присілок | 132                    | 48                     |
| Ярове, село       | 495                    | 327                    |